# دهه ۷۴۰ (پیش از میلاد)
دهه ۷۴۰ (پیش از میلاد) ۷۴مین دهه قبل از مبدا شروع تقویم میلادی است.

## رویدادها
تیگلت‌پیلسر سوم پادشاه آشور برای نخستین بار لشکرکشی به خاک ماد را آغاز کرد.

## زادگان
==درگذشتگان==تیموریان
.